# Galluskapelle Winterberg

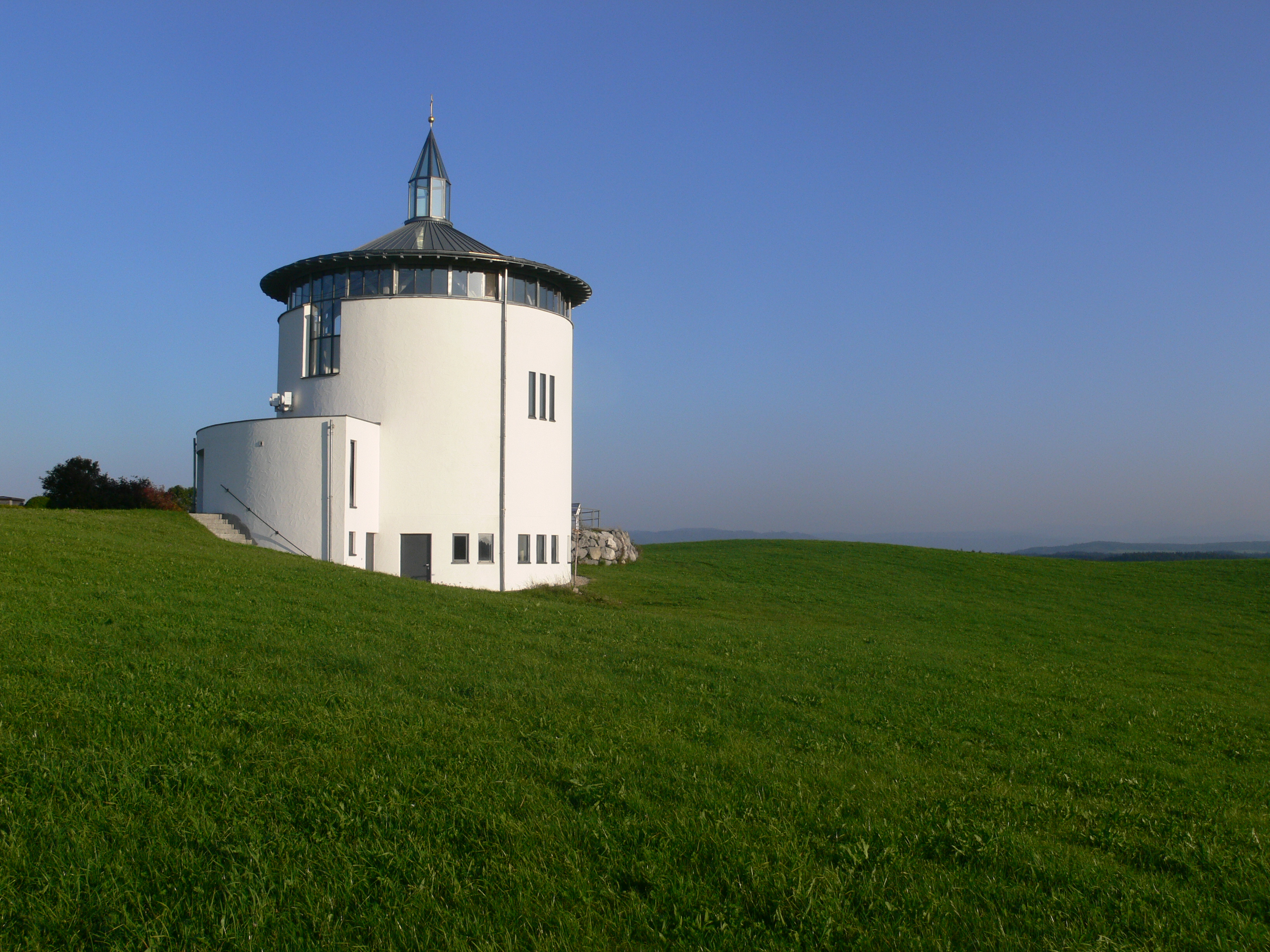
Galluskapelle

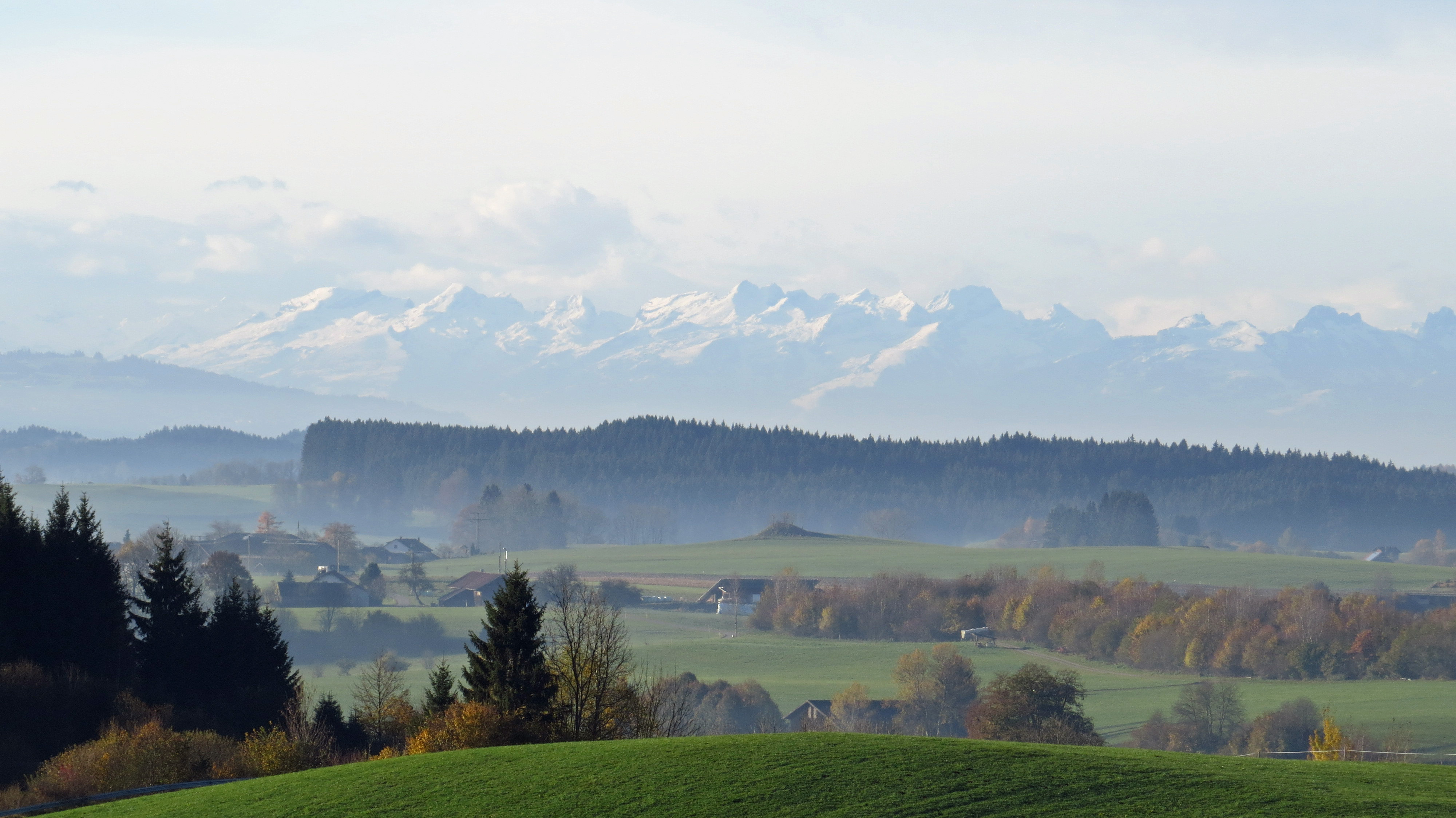
Blick vom Winterberg bei Tautenhofen zur Alviergruppe

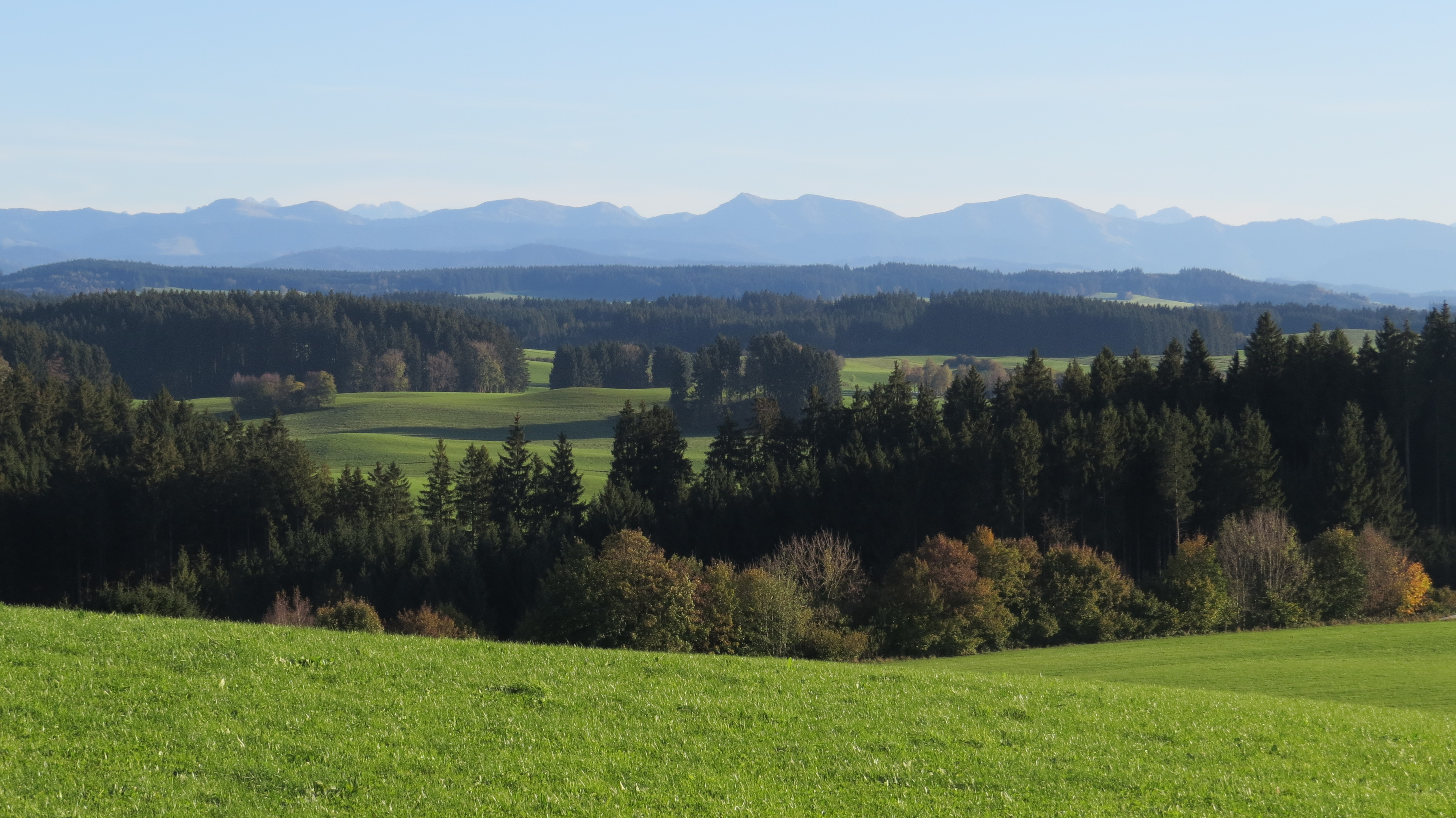
Blick vom Winterberg bei Tautenhofen zur Hochgratkette

Die Galluskapelle Winterberg ist eine Autobahnkapelle auf dem Gipfel des 743 m ü. NHN hohen Winterberges nahe der Bundesautobahn 96 bei Leutkirch im Allgäu im Landkreis Ravensburg.

## Geschichte
Die Galluskapelle ist die einzige Autobahnkapelle im württembergischen Landesteil von Baden-Württemberg. 1997 wurde der Förderverein Galluskapelle Winterberg e. V. gegründet und im Juli 2000 fand die Weihe der Galluskapelle nach zweijähriger Bauzeit statt. Geplant und entworfen wurde die Kapelle von dem Architekten und damaligen Bürgermeister der Stadt Leutkirch Georg Zimmer. Werkplanung und Bauleitung hatte der Architekt Georg Heinz aus Adrazhofen und die technische Bauleitung Anton Bodenmüller aus Tautenhofen.

## Gebäude und Ausstattung
Frühe christliche Kirchen hatten oft die Form eines Rundbaus. Mönche aus Irland missionierten zwischen dem sechsten und achten Jahrhundert das Allgäu. Der sakrale Rundbau mit zehn Meter Durchmesser soll ein Begegnungsort zwischen Reisenden, Einheimischen, Christen verschiedener Konfessionen, Jung und Alt sein. Ein sternförmiges Holzdach wird von acht Säulen über einem verputzten Mauerring getragen. Über ein darunter umlaufendes Fensterband erfolgt auch die Belichtung des Raumes. Eine mittige Glaslaterne mit Kreuz und Kugel ersetzen den Kirchturm.
Umlaufende Rundbänke und Innenboden aus heimischem Eichenholz, Anliegenbuch, Schriftenständer, Opferlichterständer bilden die Ausstattung der Kapelle. Hubert Kaltenmarkt aus Kressbronn hat den Innenraum gestaltet. Ein Kruzifix hängt über einer kreisrunden Fläche aus Ölbaumholz. Der quadratische rötliche Granitblock als Altartisch stammt aus Irland.

### Gallus, Magnus und Columban

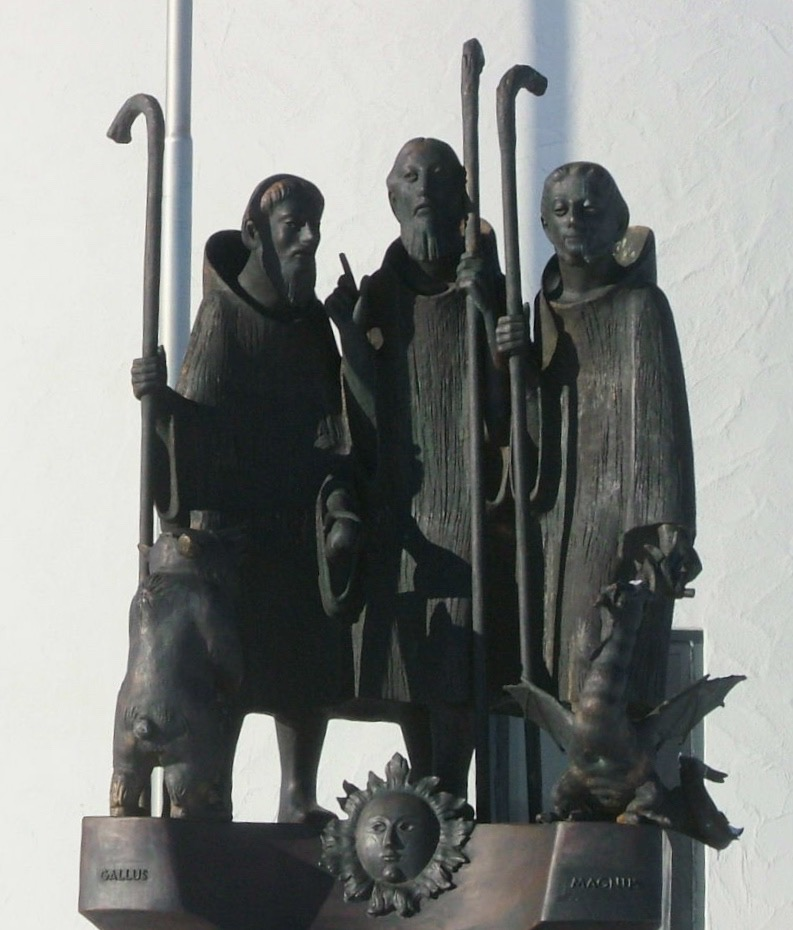
Bronzeplastik der Allgäuheiligen Gallus, Magnus und Columban

Außerhalb der Kapelle sind die Allgäuheiligen Gallus, Magnus und Columban in einer Bronzeplastik des Aachener Künstlers Bonifatius Stirnberg dargestellt. Gallus, der mit einem Bären dargestellt ist, gilt als der Missionar des Allgäus. Magnus mit dem Drachen zu seiner Seite, legte die Sümpfe trocken und Columban als dritter im Bunde ist mit der Sonne, dem Zeichen der Erleuchtung dargestellt.

## Erreichbarkeit

### Mir dem Auto
Die Kapelle liegt auf dem 743 Meter hohen Winterberg beim Leutkircher Ortsteil Tautenhofen. Sie ist erreichbar vom Rastplatz Winterberg der A 96 in Fahrtrichtung Lindau. Wer von der anderen Fahrtrichtung kommt, muss bei der Abfahrt–Leutkirch Süd ausfahren und die Verbindungsstraße von Leutkirch nach Tautenhofen nehmen. Sowohl vom Autobahnrastplatz als auch von Tautenhofen ist ein steiler Fußweg von etwa acht Minuten erforderlich. 
Gehbehinderten ist die Zufahrt zu Veranstaltungen erlaubt. Erwünscht sind dann private Fahrgemeinschaften ab Parkplatz Käsereiweg Tautenhofen.

### Mit dem öffentlichen Nahverkehr
Die Galluskapelle Winterberg ist sowohl von Leutkirch als auch von Wangen aus bequem mit dem Bus erreichbar.
Anreise von Leutkirch: An der Bushaltestelle Festhalle in Leutkirch nehmen Fahrgäste den Bus 7550 in Richtung Wangen. An der Haltestelle Tautenhofen erfolgt der Ausstieg. Direkt gegenüber der Bushaltestelle befindet sich eine kleine Straße, die zur Galluskapelle führt.
Anreise von Wangen: Reisende aus Wangen nutzen ebenfalls den Bus 7550, der am Hauptbusbahnhof abfährt. Auch hier wird an der Haltestelle Tautenhofen ausgestiegen. Unmittelbar neben bei befindet sich die kleine Straße, die zur Galluskapelle führt.

## Sonstiges

### Öffnungszeiten
Die Kapelle ist ganzjährig zwischen 8:00 Uhr und 20:00 Uhr geöffnet. In den Wintermonaten bleibt die Kapelle bei schlechter Witterung möglicherweise geschlossen.

### Aussicht
Durch seine isolierte Lage auf der Gipfelkuppe genießt man von der Kapelle aus eine umfassende Rundumsicht. Bei guten Bedingungen sind die Alpen zu sehen, an sehr klaren Tagen von der Zugspitze bis zu den Berner Alpen. Eine Panoramatafel zur Bestimmungshilfe wurde auf dem Vorplatz der Kapelle angebracht.